# موسيقى أمازيغية

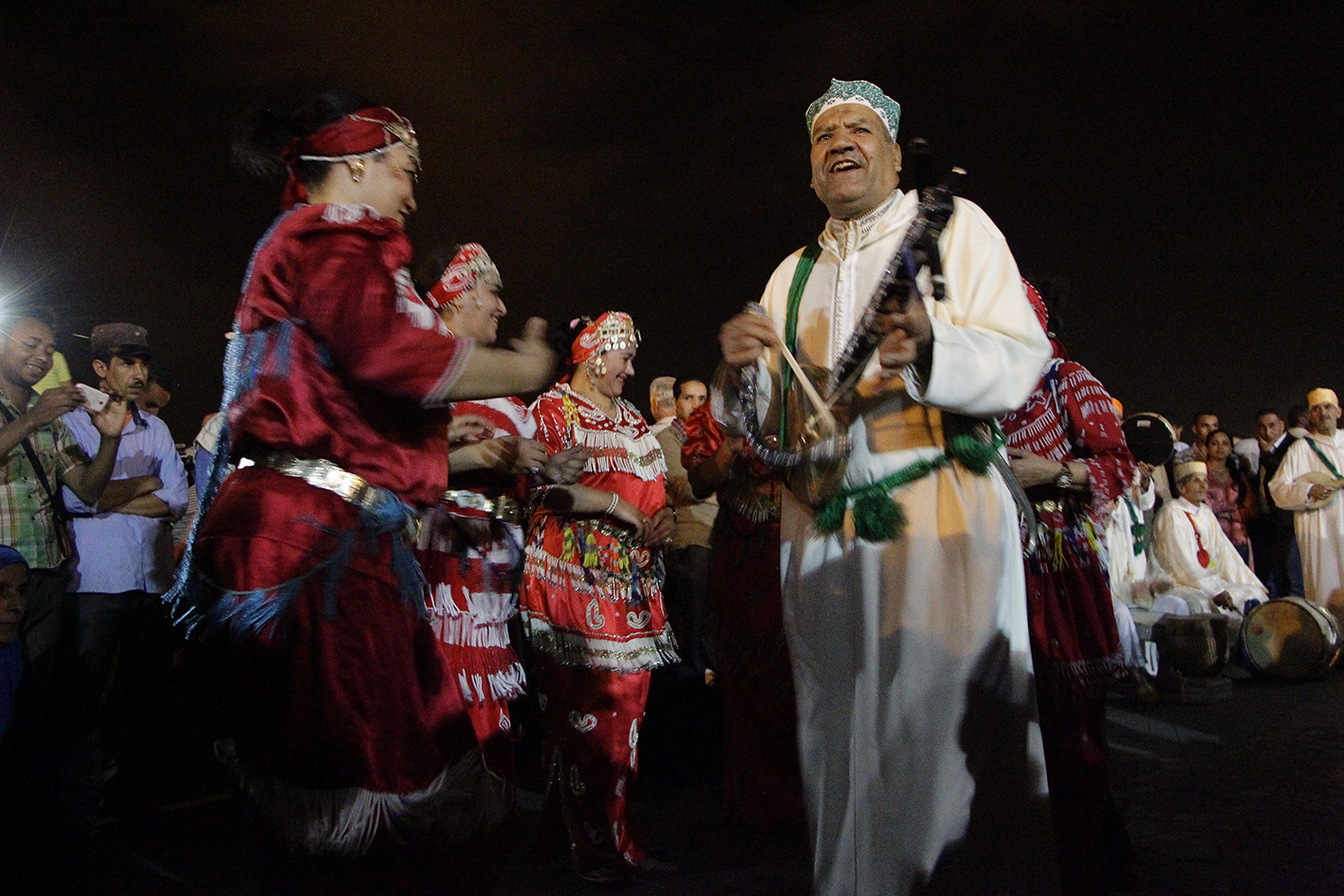
حفلة شعبية

الموسيقى الأمازيغية هي الموسيقى التقليدية للأمازيغ الشعوب الأصلية لشمال افريقيا، بالإضافة إلى أجزاء من صحراء وادي النيل وغرب أفريقيا.
وتتركز الموسيقى على الشعر الارتجالي المصاحب بالموسيقى التقليدية المعتمدة على الالات الوترية (كمبري)، وآلات النفخ الخشبية (الناي) مما يدل على تأثرها بالموسيقى الإفريقية بسبب الهجرة البشرية الآتية من أفريفيا في العصر السعدي.
ظهر تسويق الأغنية الأمازيغية على شكل انتاجات بإنزكان بالمغرب في بداية الستينات.ويعود تاريخ هذا النوع من الموسيقى الى بداية التعرف على العرق الأمازيغي. ومن الآلات المعتمدة في الموسيقى الأمازيغية (الرباب) و(اللوتار) و(الناقوس) و(تالونت).